# Cosme dos Santos
Cosme dos Santos (Rio de Janeiro, 20 de setembro de 1955) é um ator brasileiro. É simpatizante do Movimento Humanos Direitos. Em 2012 foi nomeado pelo prefeito de Rio das Ostras Alcebíades Sabino como secretário Municipal de Cultura.

## Carreira

### Na televisão
| Ano       | Título                             | Personagem       | Notas                                                   |
| --------- | ---------------------------------- | ---------------- | ------------------------------------------------------- |
| 2024      | Volta por Cima                     | Padre Nelson     | Episódios: "19 e 28 de outubro" Episódio: "21 de abril" |
| 2023      | Elas por Elas                      | Evilásio Cury    |                                                         |
| 2022      | Mar do Sertão                      | Janjão           |                                                         |
| 2022      | Família Paraíso                    | Joca             |                                                         |
| 2020      | Salve-se Quem Puder                | Edgar Apolinário |                                                         |
| 2018      | Espelho da Vida                    | Gerson dos Anjos |                                                         |
| 2016      | Êta Mundo Bom!                     | Ezequiel         | Episódio: "26 de agosto"                                |
| 2015-2016 | Os Suburbanos                      | Agenor de Souza  | 3 episódios                                             |
| 2014      | Sexo e as Negas                    | Areno dos Santos |                                                         |
| 2014      | Pé na Cova                         | Rosauro Sampaio  | Episódio: "Mata-me Depressa"                            |
| 2011      | Morde & Assopra                    | Bento            |                                                         |
| 2010      | A Vida Alheia                      | Ronaldo          | Episódio: "Abandonos"                                   |
| 2009      | Paraíso                            | Zé do Correio    |                                                         |
| 2007      | Desejo Proibido                    | Faustino         |                                                         |
| 2007      | Amazônia, de Galvez a Chico Mendes | Seringueiro      |                                                         |
| 2005      | Bang Bang                          | Rush             |                                                         |
| 2004      | Cabocla                            | Nastácio         |                                                         |
| 2002      | Esperança                          | Chiquinho Forró  |                                                         |
| 2000-01   | Bambuluá                           | Teobaldo         |                                                         |
| 1999      | Malhação                           | Dr. Brochete     |                                                         |
| 1999      | Força de um Desejo                 | Quirino          |                                                         |
| 1998      | Meu Bem Querer                     | Zé da Rapadura   |                                                         |
| 1997      | Você Decide                        | Cabo Lupicínio   | Episódio: "O Mistério do Chupa-Cabra"                   |
| 1996      | O Rei do Gado                      | Formiga          |                                                         |
| 1995      | Explode Coração                    | Policial         | Participação Especial                                   |
| 1995      | Irmãos Coragem                     | Neto             |                                                         |
| 1995      | Você Decide                        | —                | Episódio: "Remédio Duvidoso"                            |
| 1994      | Você Decide                        | —                | Episódio: "No Último Round"                             |
| 1994      | Você Decide                        | —                | Episódio: "Carga Pesada"                                |
| 1993      | Renascer                           | Zinho Jupará     |                                                         |
| 1992      | Tereza Batista                     | —                |                                                         |
| 1990      | Delegacia de Mulheres              | Valdo            | Episódio: "Por Um Triz"                                 |
| 1989      | O Sexo dos Anjos                   | Demétrio         |                                                         |
| 1988      | Vida Nova                          | Tatu             |                                                         |
| 1987      | Helena                             | Vicente          |                                                         |
| 1986      | Sinhá Moça                         | Bastião          |                                                         |
| 1984      | Corpo a Corpo                      | Wanderley Jardim |                                                         |
| 1984      | Partido Alto                       | Zé Pretinho      |                                                         |
| 1983      | Voltei pra Você                    | Tuim             |                                                         |
| 1982      | Paraíso                            | Tobi             |                                                         |
| 1981      | Jogo da Vida                       | Roberval         |                                                         |
| 1979      | Cabocla                            | Zaqueu           |                                                         |
| 1979      | Memórias de Amor                   | Manoel           |                                                         |
| 1978      | O Pulo do Gato                     | Dico             |                                                         |
| 1977      | Cinderela 77                       | Buana            |                                                         |
| 1976      | Saramandaia                        | Giuseppe         |                                                         |
| 1975      | O Grito                            | Jairo            |                                                         |
| 1975      | Gabriela                           | Tuísca           |                                                         |
| 1972      | A Revolta dos Anjos                | Zé               |                                                         |
| 1972      | Bel-Ami                            | Pedroca          |                                                         |
| 1972      | Signo da Esperança                 | Luiz             |                                                         |
| 1971      | Nossa Filha Gabriela               | Sabiá            |                                                         |
| 1970      | O Meu Pé de Laranja Lima           | Narciso          |                                                         |
| 1969      | Dez Vidas                          | Cosme            |                                                         |

### No cinema
| Ano  | Título                              | Personagem                      |
| ---- | ----------------------------------- | ------------------------------- |
| 2019 | Amor Assombrado                     | —                               |
| 2007 | Sambando nas Brasas, Morô?          | —                               |
| 2000 | Cronicamente Inviável               | Valdir                          |
| 1999 | No Coração dos Deuses               | Simão                           |
| 1990 | Barrela: Escola de Crimes           | Fumaça                          |
| 1985 | As Aventuras de Sérgio Mallandro    | Zé Cocada                       |
| 1985 | Chico Rei                           | Muzinga                         |
| 1978 | A Queda                             | Operário                        |
| 1977 | Barra Pesada                        | Negritinho                      |
| 1976 | Aventuras d'um Detetive Português   | Apanhador                       |
| 1974 | Robin Hood, o Trapalhão da Floresta | Joãozinho Barra-limpa           |
| 1973 | O Pica-pau Amarelo                  | Saci                            |
| 1971 | Faustão                             | —                               |
| 1966 | Se tutte le donne del mondo         | —                               |
| 1966 | Arrastão                            | —                               |
| 1965 | Mitt hem är Copacabana              | Jorginho                        |
| 1962 | Cinco Vezes Favela                  | Favelado                        |
| 1962 | O Assalto ao Trem Pagador           | Filho mais novo de Tião Medonho |

### Teatro
- 1970 - O Comprador de Fazendas